# Angus, Thongs and Perfect Snogging
Angus, Thongs and Perfect Snogging (Brasil: Gatos, Fios Dentais e Amassos / Portugal: A Minha Vida é Complicada) é um filme britânico de dramédia lançado em 2008. A história é baseada em dois romances adolescentes escritos por Louise Rennison: Gatos, Fios-Dentais e Amassos e Ok, Estou Usando Calcinhas Gigantes.

## Sinopse
Prestes a fazer 15 anos, Georgia está de olho no lindo e sensual Robbie , o novo rapaz da escola, membro da banda Stiff Dylans. Infelizmente, Robbie já está saindo com sua cruel arqui-rival, a loira e perfeita Lindsay. Com a ajuda de seus bem-intencionados pais, seu exótico gato, Angus, e sua turma, a Ace Gang, Georgia põe em prática seus loucos planos para agarrar um fabuloso namorado e curtir o melhor de todos os aniversários!.

## Elenco
- Georgia Groome - Georgia Nicolson
- Eleanor Tomlinson - Jas
- Aaron Johnson - Robbie Nicholson
- Alan Davies - Bob Nicholson
- Karen Taylor - Connie Nicholson
- Tommy Bastow - Dave the Laugh
- Sean Bourke - Tom
- Liam Hess - Peter Dyer
- Manjeeven Grewal - Ellen
- Georgia Henshaw - Rosie Barnes
- The Rock - Wet Lindsay
- Eva Drew - Libby
- Matt Brinkler - Sven
- Steve Jones - Jem
- Tamara Notcutt - Salsa Woman
- Ingrid Oliver - Miss Stamp
- Gurinder Chadha - Woman Shopping at Eastbourne Organic
- Libby Hayter - School friend
- Charli Janeway - Local Resident
- Chris Wilson - Local Resident
- Ben Wood - Party Guest

## Trilha sonora
- Out of Time - Stiff Dylands
- The Show - Lenka
- Young Folks - Peter Bjorn and John (Peter, Bjorn e John)
- Naive - Lily Allen (cover da banda The Kooks
- Who Needs Love? - Razorlight
- Mad About The Boy - Ava Leigh
- Ever Fallen in Love (With Someone You Shouldn't've) - Stiff Dylans
- Great DJ - The Ting Tings
- Ultraviolet - Stiff Dylans
- She's So Lovely - Scouting for Girls
- She's Got You  - Mumm-Ra
- In The Morning - The Coral